# Рудолф Рети
Рудолф Рети (на немски: Rudolf Retty) е австрийски актьор и режисьор.

## Биография
Роден е през 1846. Починал през 1913. Той е баща на австрийската актриса Роза Албах-Рети, дядо на австрийския актьор Волф Албах-Рети, прадядо на френската и немска актриса Роми Шнайдер и прапрадядо на френската актриса Сара Биазини.